# Guerin de Montaigu
Guerino di Montaigu , in latino Guerinus de Monteacuto (... – Palestina, 1236), è stato Gran Maestro dell'Ordine dei Cavalieri dell'Ospedale di San Giovanni di Gerusalemme dal 1207 al 1228 e dal 1231 al 1236.

## Biografia
Nato da una nobile famiglia francese originaria dell'Alvernia, entrò nell'Ordine degli Ospitalieri e si trasferì in Terrasanta. Ai suoi tempi, c'era un ottimo rapporto con l'Ordine dei Cavalieri templari, suo fratello Pierre de Montaigu vi fu Gran Maestro dal 1219 al 1232. Suo fratello Eustorgue di Montaigu fu arcivescovo di Nicosia dal 1217.
Egli intervenne in Armenia in aiuto della popolazione cristiana contro il sultano Solimano di Iconio e partecipò all'assedio di Acri contro il Sultano di Damasco. Si distinse in special modo nella presa di Damietta, nel corso della quinta crociata, e successivamente ritornò in Europa.
Al suo ritorno in Palestina, si trovò a dover fronteggiare diversi contrasti interni all'ordine; egli tentò vanamente di riconciliare gli Ospitalieri con i Templari.
Nel 1228 persuase il papa a rompere i contrasti tra cristiani e musulmani. Montaigu si rifiutò ad ogni modo di prestare servizio nell'esercito dell'imperatore Federico II, il quale era stato scomunicato.
Lasciò l'incarico per anzianità nel 1228, accettò nuovamente la carica alla morte improvvisa del suo successore, e mantenne nuovamente l'incarico dal 1231 al 1236, per poi morire in Palestina nello stesso anno.